# Astragalus facetus
Astragalus facetus là một loài thực vật có hoa trong họ Đậu. Loài này được Maassoumi & Podlech miêu tả khoa học đầu tiên.